# باینز (لوئیزیانا)
باینز (به انگلیسی: Bains) یک منطقهٔ مسکونی در ایالات متحده آمریکا است که درمحله وست فلیشیانا واقع شده است. باینز ۵۷٫۰ متر بالاتر از سطح دریا واقع شده است.